# جامعة تيمور
جامعة تيمور (بالإندونيسية: Universitas Timor، واعرف اختصارًا: Unimor) هي جامعة إندونيسية عامة في جزيرة تيمور ، في بلدة كيفامينانو وهي جزء من شمال تيمور الوسطى ريجنسي. كجامعة عامة تقبل جامعة تيمور الطلاب جزئيًا من خلال نظام مدخل الاختيار المشترك لجامعات الدولة المُدار على مستوى الجمهورية الإندونيسية. وهي واحدة من الجامعتين العامتين في الجزء الإندونيسي من الجزيرة، والأخرى هي جامعة نوسا سيندانا.
بعد استقلال تيمور الشرقية ونزوح المواطنين الإندونيسيين العديد منهم إلى كيفامينانو، أنشأ أعضاء هيئة التدريس سابقًا من جامعة تيمور الجامعة في عام 2000 على قطعة أرض مساحتها 40 هكتارًا تبرع بها المجلس المحلي بتمويل يبلغ ملياري روبية من الحكومة المركزية. في البداية كانت جامعة خاصة، حاولت التأميم اعتبارًا من عام 2010 تقريبًا وبعد عدة رفض تم تحويلها رسميًا إلى جامعة عامة في عام 2014.
تقع الجامعة على بعد 7 ساعات من العاصمة الإقليمية كوبانغ، وهي قريبة من الحدود مع تيمور الشرقية، وبالتالي تستقبل بعض الطلاب عبر الحدود. في عام 2017 زعمت الجانعة أن 6.000 طالب من تيمور الشرقية درسوا في جامعة تيمور. وعلى سبيل المقارنة كان هناك 5.000 طالب نشط في نفس العام. تم تصنيفها كجزء من المجموعة الرابعة - أدنى مستوى - من بين معاهد التعليم العالي الأخرى في إندونيسيا اعتبارًا من عام 2017.